# Премія «Золотий глобус» за найкращу чоловічу роль другого плану серіалу, мінісеріалу або телефільму
Премія «Золотий глобус» за найкращу чоловічу роль другого плану у серіалі, мінісеріалі або телефільмі вручається Голлівудською асоціацією іноземної преси щорічно з 1971 року. Першу премію в цій категорії на 28-мій церемонії отримав Джеймс Бролін за роль у телесеріалі «Доктор Маркус Велбі». Відпочатку ця нагорода мала назву «Найкращий актор другого плану у телесеріалі», з 1980 року і дотепер вживається сучасна назва.
Нижче наведено повний список переможців і номінантів.
Імена переможців виділені окремим кольором.

## 2000—2009
| Рік  | Премія | Світлини переможців                                                          | Переможці та номінанти                                         |
| ---- | ------ | ---------------------------------------------------------------------------- | -------------------------------------------------------------- |
| 2000 | 57-ма  |                                                                              | • Пітер Фонда — «Пристрасть Айн Ренд» за роль Френка О'Коннора |
| 2000 | 57-ма  | • Клаус Брандауер — «Познайомтесь з Дороті Дандрідж» за роль Отто Премінґера |                                                                |
| 2000 | 57-ма  | • Шон Гейс — «Вілл і Грейс» за роль Джека Макфарленда                        |                                                                |
| 2000 | 57-ма  | • Кріс Нот — «Секс і місто» за роль Джона Престона                           |                                                                |
| 2000 | 57-ма  | • Пітер О'Тул — «Жанна д'Арк» за роль П'єра Кошон                            |                                                                |
| 2000 | 57-ма  | • Девід Спейд — «Журнал мод» за роль Денніса Фінча                           |                                                                |
| 2001 | 58-ма  |                                                                              | • Роберт Дауні-молодший — «Еллі Макбіл» за роль Ларрі Пола     |
| 2001 | 58-ма  | • Шон Гейс — «Вілл і Грейс» за роль Джека Макфарленда                        |                                                                |
| 2001 | 58-ма  | • Джон Махоуні — «Фрейзер» за роль Мартіна Крейна                            |                                                                |
| 2001 | 58-ма  | • Девід Гайд Пірс — «Фрейзер» за роль Найлса Крейна                          |                                                                |
| 2001 | 58-ма  | • Крістофер Пламмер — «Американська трагедія» за роль Лі Бейлі               |                                                                |
| 2001 | 58-ма  | • Бредлі Вітфорд — «Західне крило» за роль Джоша Лімана                      |                                                                |
| 2002 | 59-та  |                                                                              | • Стенлі Туччі — «Змова» за роль Адольф Айхман                 |
| 2002 | 59-та  | • Джон Корбетт — «Секс і місто» за роль Ейдана Шоу                           |                                                                |
| 2002 | 59-та  | • Шон Гейс — «Вілл і Грейс» за роль Джека Макфарленда                        |                                                                |
| 2002 | 59-та  | • Рон Лівінгстон — «Брати по зброї» за роль Льюїса Ніксона                   |                                                                |
| 2002 | 59-та  | • Бредлі Вітфорд — «Західне крило» за роль Джоша Лімана                      |                                                                |
| 2003 | 60-та  |                                                                              | • Дональд Сазерленд — «Стежкою війни» за роль Кларка Кліффорда |
| 2003 | 60-та  | • Алек Болдвін — «Стежкою війни» за роль Роберта Макнамари                   |                                                                |
| 2003 | 60-та  | • Джим Бродбент — «Зародження бурі» за роль Дезмонда Мортона                 |                                                                |
| 2003 | 60-та  | • Браян Кренстон — «Малкольм у центрі уваги» за роль Гала Вілкерсона         |                                                                |
| 2003 | 60-та  | • Шон Гейс — «Вілл і Грейс» за роль Джека Макфарленда                        |                                                                |
| 2003 | 60-та  | • Денніс Гейсберт — «24» за роль Девіда Палмера                              |                                                                |
| 2003 | 60-та  | • Майкл Імперіолі — «Клан Сопрано» за роль Крістофера Молтісанті             |                                                                |
| 2003 | 60-та  | • Джон Спенсер — «Західне крило» за роль Лео Макгаррі                        |                                                                |
| 2003 | 60-та  | • Бредлі Вітфорд — «Західне крило» за роль Джоша Лімана                      |                                                                |
| 2004 | 61-ша  |                                                                              | • Джеффрі Райт — «Ангели в Америці» за роль Нормана Аріага     |
| 2004 | 61-ша  | • Шон Гейс — «Вілл і Грейс» за роль Джека Макфарленда                        |                                                                |
| 2004 | 61-ша  | • Лі Пейс — «Солдатська дівчина» за роль Калпернії Аддамс                    |                                                                |
| 2004 | 61-ша  | • Бен Шенкмен — «Ангели в Америці» за роль Луїса Айронсона                   |                                                                |
| 2004 | 61-ша  | • Патрік Вілсон — «Ангели в Америці» за роль Джо Пітта                       |                                                                |
| 2005 | 62-га  |                                                                              | • Вільям Шетнер — «Бостонське правосуддя» за роль Денні Крейна |
| 2005 | 62-га  | • Шон Гейс — «Вілл і Грейс» за роль Джека Макфарленда                        |                                                                |
| 2005 | 62-га  | • Майкл Імперіолі — «Клан Сопрано» за роль Крістофера Молтісанті             |                                                                |
| 2005 | 62-га  | • Джеремі Півен — «Антураж» за роль Арі Голда                                |                                                                |
| 2005 | 62-га  | • Олівер Платт — «Гафф» за роль Рассела Таппера                              |                                                                |
| 2006 | 63-тя  |                                                                              | • Пол Ньюман — «Емпайр Фоллс» за роль Макса Робі               |
| 2006 | 63-тя  | • Невін Ендрюс — «Загублені» за роль Саїда Джарра                            |                                                                |
| 2006 | 63-тя  | • Джеремі Півен — «Антураж» за роль Арі Голда                                |                                                                |
| 2006 | 63-тя  | • Ренді Куейд — «Елвіс» за роль Тома Паркера                                 |                                                                |
| 2006 | 63-тя  | • Дональд Сазерленд — «Головнокомандуючий» за роль Натана Темплтона          |                                                                |
| 2007 | 64-та  |                                                                              | • Джеремі Айронс — «Єлизавета I» за роль Роберта Дадлі         |
| 2007 | 64-та  | • Томас Гейден Черч — «Прерваний шлях» за роль Тома Гарта                    |                                                                |
| 2007 | 64-та  | • Джастін Кірк — «Косяки» за роль Енді Ботвіна                               |                                                                |
| 2007 | 64-та  | • Масі Ока — «Герої» за роль Хіро Накамура                                   |                                                                |
| 2007 | 64-та  | • Джеремі Півен — «Антураж» за роль Арі Голда                                |                                                                |
| 2008 | 65-та  |                                                                              | • Джеремі Півен — «Антураж» за роль Арі Голда                  |
| 2008 | 65-та  | • Тед Денсон — «Сутичка» за роль Артура Фробішера                            |                                                                |
| 2008 | 65-та  | • Кевін Діллон — «Антураж» за роль Джоні Чейза                               |                                                                |
| 2008 | 65-та  | • Енді Серкіс — «Лонгфорд» за роль Яна Брейді                                |                                                                |
| 2008 | 65-та  | • Вільям Шетнер — «Бостонське правосуддя» за роль Денні Крейна               |                                                                |
| 2008 | 65-та  | • Дональд Сазерленд — «Брудні хтиві гроші» за роль Патріка Дарлінга ІІІ      |                                                                |
| 2009 | 66-та  |                                                                              | • Том Вілкінсон — «Джон Адамс» за роль Бенджаміна Франкліна    |
| 2009 | 66-та  | • Ніл Патрік Гарріс — «Як я зустрів вашу маму» за роль Барні Стінсона        |                                                                |
| 2009 | 66-та  | • Деніс Лірі — «Перерахунок» за роль Майкла Воулі                            |                                                                |
| 2009 | 66-та  | • Джеремі Півен — «Антураж» за роль Арі Голда                                |                                                                |
| 2009 | 66-та  | • Блер Андервуд — «На лікуванні» за роль Алекса Принца-молодшого             |                                                                |

## 2010—2019
| Рік  | Премія | Світлини переможців                                                              | Переможці та номінанти                                              |
| ---- | ------ | -------------------------------------------------------------------------------- | ------------------------------------------------------------------- |
| 2010 | 67-ма  |                                                                                  | • Джон Літгоу — «Декстер» за роль Артура Мітчелла                   |
| 2010 | 67-ма  | • Майкл Емерсон — «Загублені» за роль Бенджаміна Лайнуса                         |                                                                     |
| 2010 | 67-ма  | • Ніл Патрік Гарріс — «Як я зустрів вашу маму» за роль Барні Стінсона            |                                                                     |
| 2010 | 67-ма  | • Вільям Герт — «Сутичка» за роль Деніела Перселла                               |                                                                     |
| 2010 | 67-ма  | • Джеремі Півен — «Антураж» за роль Арі Голда                                    |                                                                     |
| 2011 | 68-ма  |                                                                                  | • Крістофер Колфер — «Хор» за роль Курта Хаммела                    |
| 2011 | 68-ма  | • Скотт Каан — «Гаваї 5.0» за роль Денні Вілльямса                               |                                                                     |
| 2011 | 68-ма  | • Кріс Нот — «Гарна дружина» за роль Пітера Флорріка                             |                                                                     |
| 2011 | 68-ма  | • Ерік Стоунстріт — «Американська сімейка» за роль Камерона Такера               |                                                                     |
| 2011 | 68-ма  | • Девід Стретейрн — «Темпл Грандін» за роль доктора Карлока                      |                                                                     |
| 2012 | 69-та  |                                                                                  | • Пітер Дінклейдж — «Гра престолів» за роль Тиріона Ланністера      |
| 2012 | 69-та  | • Пол Джаматті — «Занадто важливе щоб схибити» за роль Бена Бернанке             |                                                                     |
| 2012 | 69-та  | • Гай Пірс — «Мілдред Пірс» за роль Монті Берагона                               |                                                                     |
| 2012 | 69-та  | • Тім Роббінс — «Реаліті-шоу» за роль Білла Лауда                                |                                                                     |
| 2012 | 69-та  | • Ерік Стоунстріт — «Американська сімейка» за роль Камерона Такера               |                                                                     |
| 2013 | 70-та  |                                                                                  | • Ед Гарріс — «Злам» за роль Джона Маккейна                         |
| 2013 | 70-та  | • Макс Грінфілд — «Новенька» за роль Шмідта                                      |                                                                     |
| 2013 | 70-та  | • Денні Г'юстон — «Чарівне місто» за роль Бена Даймонда                          |                                                                     |
| 2013 | 70-та  | • Менді Патінкін — «Батьківщина» за роль Сола Беренсона                          |                                                                     |
| 2013 | 70-та  | • Ерік Стоунстріт — «Американська сімейка» за роль Камерона Такера               |                                                                     |
| 2014 | 71-ша  |                                                                                  | • Джон Войт — «Рей Донован» за роль Міккі Донована                  |
| 2014 | 71-ша  | • Джош Чарлз — «Гарна дружина» за роль Вілла Гарднера                            |                                                                     |
| 2014 | 71-ша  | • Роб Лоу — «За канделябрами» за роль Джека Стартса                              |                                                                     |
| 2014 | 71-ша  | • Аарон Пол — «Пуститися берега» за роль Джессі Пінкмена                         |                                                                     |
| 2014 | 71-ша  | • Корі Столл — «Картковий будинок» за роль Пітера Руссо                          |                                                                     |
| 2015 | 72-га  |                                                                                  | • Меттью Бомер — «Звичайне серце» за роль Фелікса Тернера           |
| 2015 | 72-га  | • Алан Каммінг — «Гарна дружина» за роль Ілая Голда                              |                                                                     |
| 2015 | 72-га  | • Колін Генкс — «Фарго» за роль Ґаса Грімлі                                      |                                                                     |
| 2015 | 72-га  | • Білл Мюррей — «Олівія Кіттерідж» за роль Джека Кеннісона                       |                                                                     |
| 2015 | 72-га  | • Джон Войт — «Рей Донован» за роль Міккі Донована                               |                                                                     |
| 2016 | 73-тя  |                                                                                  | • Крістіан Слейтер — «Пан Робот» за роль пана Робота                |
| 2016 | 73-тя  | • Алан Каммінг — «Гарна дружина» за роль Ілая Голда                              |                                                                     |
| 2016 | 73-тя  | • Деміен Льюїс — «Вовчий зал» за роль короля Генріха VIII                        |                                                                     |
| 2016 | 73-тя  | • Бен Мендельсон — «Родовід» за роль Денні Рейберна                              |                                                                     |
| 2016 | 73-тя  | • Тобаяс Мензіс — «Чужоземка» за роль Френка Рендалла / Джонатана Рендалла       |                                                                     |
| 2017 | 74-та  |                                                                                  | • Г'ю Лорі — «Нічний адміністратор» за роль Річарда Онслоу Ропера   |
| 2017 | 74-та  | • Стерлінг К. Браун — «Американська історія злочинів» за роль Крістофера Дардена |                                                                     |
| 2017 | 74-та  | • Джон Літгоу — «Корона» за роль Вінстона Черчилля                               |                                                                     |
| 2017 | 74-та  | • Крістіан Слейтер — «Пан Робот» за роль пана Робота                             |                                                                     |
| 2017 | 74-та  | • Джон Траволта — «Американська історія злочинів» за роль Роберта Шапіро         |                                                                     |
| 2018 | 75-та  |                                                                                  | • Александр Скашгорд — «Велика маленька брехня» за роль Перрі Райта |
| 2018 | 75-та  | • Девід Гарбор — «Дивні дива» за роль Джима Гоппера                              |                                                                     |
| 2018 | 75-та  | • Альфред Моліна — «Ворожнеча: Бетт і Джоан» за роль Роберта Олдріча             |                                                                     |
| 2018 | 75-та  | • Крістіан Слейтер — «Пан Робот» за роль пана Робота                             |                                                                     |
| 2018 | 75-та  | • Девід Тьюліс — «Фарґо» за роль В. М. Варгі                                     |                                                                     |
| 2019 | 76-та  |                                                                                  | • Бен Вішоу — «Дуже англійський скандал» за роль Нормана Скотта     |
| 2019 | 76-та  | • Алан Аркін — «Метод Комінські» за роль Нормана Ньюлендера                      |                                                                     |
| 2019 | 76-та  | • Кіран Калкін — «Спадщина» за роль Романа Роя                                   |                                                                     |
| 2019 | 76-та  | • Едгар Рамірес — «Американська історія злочинів» за роль Джанні Версаче         |                                                                     |
| 2019 | 76-та  | • Генрі Вінклер — «Баррі» за роль Джина Кузіно                                   |                                                                     |

## 2020—2029
| Рік  | Премія | Світлини переможців                                                                     | Переможці та номінанти                                    |
| ---- | ------ | --------------------------------------------------------------------------------------- | --------------------------------------------------------- |
| 2020 | 77-ма  |                                                                                         | • Стеллан Скашгорд — «Чорнобиль» за роль Бориса Щербини   |
| 2020 | 77-ма  | • Алан Аркін — «Метод Комінські» за роль Нормана Ньюлендера                             |                                                           |
| 2020 | 77-ма  | • Кіран Калкін — «Спадщина» за роль Романа Роя                                          |                                                           |
| 2020 | 77-ма  | • Ендрю Скотт — «Флібег» за роль священика                                              |                                                           |
| 2020 | 77-ма  | • Генрі Вінклер — «Баррі» за роль Джина Кузіно                                          |                                                           |
| 2021 | 78-ма  |                                                                                         | • Джон Боєга — «Маленька сокира» за роль Леруа Логана     |
| 2021 | 78-ма  | • Брендан Глісон — «Правило Комі» за роль Дональда Трампа                               |                                                           |
| 2021 | 78-ма  | • Ден Леві — «Шиттс-Крік» за роль Девіда Роуза                                          |                                                           |
| 2021 | 78-ма  | • Джим Парсонс — «Голлівуд» за роль Генрі Вілсона                                       |                                                           |
| 2021 | 78-ма  | • Дональд Сазерленд — «Знищення» за роль Франкліна Рейнхардта                           |                                                           |
| 2022 | 79-та  |                                                                                         | • О Йон Су — «Гра в кальмара» за роль О Іль Нама          |
| 2022 | 79-та  | • Біллі Крудап — «Ранкове шоу» за роль Корі Еллісона                                    |                                                           |
| 2022 | 79-та  | • Кіран Калкін — «Спадщина» за роль Романа Роя                                          |                                                           |
| 2022 | 79-та  | • Марк Дюпласс — «Ранкове шоу» за роль Чарлі Блека                                      |                                                           |
| 2022 | 79-та  | • Бретт Голдштейн — «Тед Лассо» за роль Роя Кента                                       |                                                           |
| 2023 | 80-та  |                                                                                         | • Пол Волтер Гаузер — «Чорний птах» за роль Ларрі Холла   |
| 2023 | 80-та  | • Фарід Мюррей Абрагам — «Білий лотос» за роль Берта Ді Грассо                          |                                                           |
| 2023 | 80-та  | • Донал Глісон — «Пацієнт» за роль Сема Фортнера                                        |                                                           |
| 2023 | 80-та  | • Річард Дженкінс — «Історія Джеффрі Дамера» за роль Лайонела Дамера                    |                                                           |
| 2023 | 80-та  | • Сет Роґен — «Пем і Томмі» за роль Ренда Готьє                                         |                                                           |
| 2024 | 81-ша  |                                                                                         | • Меттью Макфедьєн — «Спадкоємці» за роль Тома Вамбсганса |
| 2024 | 81-ша  | • Біллі Крудап — «Ранкове шоу» за роль Корі Еллісона                                    |                                                           |
| 2024 | 81-ша  | • Джеймс Марсден — «Обов'язок журі» за роль самого себе                                 |                                                           |
| 2024 | 81-ша  | • Ебон Мосс-Бакрак — «Ведмідь» за роль Річарда «Річі» Джеримовича                       |                                                           |
| 2024 | 81-ша  | • Александр Скашґорд — «Спадкоємці» за роль Лукаса Матссона                             |                                                           |
| 2024 | 81-ша  | • Алан Рак — «Спадкоємці» за роль Коннора Роя                                           |                                                           |
| 2025 | 82-га  |                                                                                         | • Асано Таданобу — «Сьоґун» за роль Кашіґі Ябусіге        |
| 2025 | 82-га  | • Хав'єр Бардем — «Чудовиська: Історія Лайла й Еріка Менендесів» за роль Хосе Менендеса |                                                           |
| 2025 | 82-га  | • Гаррісон Форд — «Правдива терапія» за роль Пола Роудса                                |                                                           |
| 2025 | 82-га  | • Джек Лоуден — «Повільні коні» за роль Рівера Картрайта                                |                                                           |
| 2025 | 82-га  | • Дієго Луна — «La Máquina» за роль Енді Переза                                         |                                                           |
| 2025 | 82-га  | • Ебон Мосс-Бакрак — «Ведмідь» за роль Річарда «Річі» Джеримовича                       |                                                           |